# Gara Govora
Gara Govora este o gară care deservește comuna Mihăești, județul Vâlcea, România.